# Пфаффнау
Пфаффнау (нім. Pfaffnau) — громада  в Швейцарії в кантоні Люцерн, виборчий округ Віллізау.

## Географія
Громада розташована на відстані близько 50 км на північний схід від Берна, 37 км на північний захід від Люцерна.
Пфаффнау має площу 17,7 км², з яких на 9,7% дозволяється будівництво (житлове та будівництво доріг), 64,9% використовуються в сільськогосподарських цілях, 24,7% зайнято лісами, 0,7% не є продуктивними (річки, льодовики або гори).

## Демографія
2019 року в громаді мешкало 2665 осіб (+21,1% порівняно з 2010 роком), іноземців було 14,9%. Густота населення становила 151 осіб/км².
За віковим діапазоном населення розподілялося таким чином: 20,9% — особи молодші 20 років, 63% — особи у віці 20—64 років, 16,1% — особи у віці 65 років та старші. Було 1151 помешкань (у середньому 2,3 особи в помешканні).
Із загальної кількості 1627 працюючих 178 було зайнятих в первинному секторі, 141 — в обробній промисловості, 1308 — в галузі послуг.